# کربرا د آستوریاس
کربرا د آستوریاس دهستانی در استان آستوریاس اسپانیا است.
در این دهستان ۱۵٬۹۵۱ نفر زندگی می‌کنند. مساحت این دهستان گراماگراما ۴۶٫۰۱مربع است.